# 新潟県道194号辰巳中興線
新潟県道194号辰巳中興線（にいがたけんどう194ごう たつみなかおきせん）は、新潟県佐渡市内（佐渡島内）の一般県道。

## 概要
- 陸上距離：
- 起点：佐渡市八幡
- 終点：佐渡市中興字西沖2095 番[1]
- 重複区間：

佐渡市の真野地区と金井地区を結ぶ幹線道路。佐渡市金丸（真野地区）を経由するため通称「金丸線（かなまるせん）」と呼ばれる。

## 通過する自治体
- 新潟県
  - 佐渡市

## 主な接続路線
- 国道350号（八幡）
- 国道350号（中興）

## 別名・通称
- 金丸線